# 을지대학교병원
을지대학교병원은 다음과 같은 뜻이 있다. 
- 대전을지대학교병원
- 노원을지대학교병원
- 의정부을지대학교병원
- 강남을지대학교병원

## 같이 보기
- 대학 병원

| Disambiguation icon | 이 문서는 명칭이 같고 같은 종류에 속하는 여러 대상을 연결하는 색인 문서입니다. |